# 菲利浦扁犁头鳐
菲利浦扁犁頭鰩（學名：Tarsistes philippii），又稱菲利浦扁琵琶鱝，為軟骨魚綱犁頭鰩目犁頭鰩科扁犁頭鰩屬的其中一種，分布於東太平洋智利海域，本魚頭部有一個細長而扁平的鼻子，尖端呈圓鈍，下側除基部外，佈滿小星狀刺，頭部覆蓋著較大的小刺，其中六根較大的小刺形成一條曲線，圍繞著眼睛。1858 年，菲利浦 (Philippi) 將原始標本歸入Rhynchobatis屬，但未命名其種名，大衛·斯塔爾·喬丹 (David Starr Jordan) 認為該屬名已被 (Rhynchobatus) 所用，並於1919年為其創造了新的學名Tarsistes philippii，然而，此後該模式標本從未被研究或描述過，因此該物種的狀態尚不確定。